# GSG 9 - Die Elite Einheit
GSG 9 - Die Elite Einheit, también conocida como GSG 9 – Ihr Einsatz ist ihr Leben, es una serie de televisión alemana transmitida del 7 de marzo del 2007 al 29 de mayo del 2008 por medio de la cadena Sat.1.
La serie contó con la participación invitada de los actores Tom Wlaschiha, Franz Dinda, Mehdi Nebbou, Jennifer Ulrich, entre otros...

## Historia
La unidad de élite alemana GSG 9, está formada por cinco hombres con diferentes caracteres y temperamentos: Geb Schurlau, Frank Wernitz, Demir Azlan (un miembro de tercera generación de turcos), Caspar Reindl y Konny von Brendorp (un aristócrata alemán) que comparten su dedicación a su profesión. El grupo también está formado por el director Thomas Anhoff y la analista Petra Helmholtz, la encargada de supervisar las operaciones de la unidad. Mientras los oficiales se enfrentan a problemas como el terrorismo, secuestro y ataques con armas biológicas también tendrán que equilibrar sus vida y problemas personales.
Durante la segunda temporada al equipo se les une el oficial Frederick Sedlack.

## Personajes

### Personajes Principales
| Actor              | Personaje                  | Ocupación                                                       | Apodo     | N.º de Episodios | Duración    |
| ------------------ | -------------------------- | --------------------------------------------------------------- | --------- | ---------------- | ----------- |
| Marc Benjamin Puch | Gebhard "Geb" Schurlau     | Líder & Oficial de la Unidad GSG 9                              | 5-1       | 25               | 2007 - 2008 |
| Jorres Risse       | Frank Wernitz              | Oficial & Tirador de la Unidad GSG 9                            | 5-4       | 25               | 2007 - 2008 |
| Bülent Sharif      | Demir Azlan                | Oficial & Experto en Combate Cuerpo a Cuerpo de la Unidad GSG 9 | 5-3       | 25               | 2007 - 2008 |
| Florentine Lahme   | Petra Helmholtz            | Analista & Supervisora las Operaciones de la Unidad GSG 9       | -         | 25               | 2007 - 2008 |
| André Hennicke     | Thomas Anhoff              | Comandante de la Unidad GSG 9                                   | Atlas 100 | 25               | 2007 - 2008 |
| Wanja Mues         | Frederick "Freddy" Sedlack | 2.º. Líder & Oficial de la Unidad GSG 9                         | 5-2       | 10               | 2008        |

### Personajes Recurrentes
| Actor              | Personaje              | Ocupación              | N.º de Episodios | Duración    |
| ------------------ | ---------------------- | ---------------------- | ---------------- | ----------- |
| Richard van Weyden | Anton Bender           | Asistente de Helmholtz | 24               | 2007 - 2008 |
| Anna von Berg      | Maja Schurlau          | -                      | 15               | 2007 - 2008 |
| Lil Oggesen        | Sophia Schurlau        | -                      | 8                | 2007 - 2008 |
| Cleo-Johanna Budde | Lissy Schurlau         | -                      | 7                | 2007 - 2008 |
| Julia-Maria Köhler | Janina "Julia" Petzold | Oficial de la BKA      | 3                | 2008        |
| Erika Skrotzki     | Dorothea Neukirch      | Detective de la BKA    | 2                | 2008        |

### Antiguos Personajes Principales
| Actor               | Personaje                       | Ocupación                                          | Apodo | N.º de Episodios | Duración    | Estado |
| ------------------- | ------------------------------- | -------------------------------------------------- | ----- | ---------------- | ----------- | ------ |
| Andreas Pietschmann | Konstantin "Konny" von Brendorp | 2.º. Líder & Oficial de la Unidad GSG 9            | 5-2   | 16               | 2007 - 2008 | Muerto |
| Bert Böhlitz        | Caspar Reindl                   | Oficial & Experto en Explosivos de la Unidad GSG 9 | -     | 13               | 2007        | -      |

### Antiguos Personajes Recurrentes
| Actor            | Personaje            | Ocupación | N.º de Episodios | Duración |
| ---------------- | -------------------- | --------- | ---------------- | -------- |
| Pinar Erincin    | Aysun Azlan          | -         | 6                | 2007     |
| Fatih Cevikkollu | Murat Azlan          | -         | 4                | 2007     |
| Stefan Rudolf    | Martin Falk          | -         | 4                | 2007     |
| Wolfram Teufel   | Sebastian Vogler     | -         | 4                | 2007     |
| Jule Böwe        | Klaudia Anhoff       | -         | 1                | 2007     |
| Katja Giammona   | Dolores von Brendorp | -         | 1                | 2008     |

## Episodios
La primera temporada estuvo conformada por 13 episodios.
La segunda temporada estuvo conformada por 12 episodios.

## Producción
La serie fue creada por Florian Kern.
Contó con la participación de los directores Hans-Günther Bücking, Florian Kern, Jorgo Papavassiliou y Michael Wenning.
La primera temporada se estrenó a las 8:15pm el 8 de marzo de 2007 y terminó sus transmisiones el 30 de mayo de 2007 por la cadena Sat.1. Mientras que la segunda temporada se estrenó en la primavera del 2008 y estuvo conformada por 12 episodios.

### Emisiones en otros países
| País    | Título                   | Cadena       | Fecha de Inicio (1.ª Temporada)         | Fecha de Finalización (1.ª Temporada) | Fecha de Inicio (2.ª Temporada) | Fecha de Finalización (2.ª Temporada) |
| ------- | ------------------------ | ------------ | --------------------------------------- | ------------------------------------- | ------------------------------- | ------------------------------------- |
| Brasil  | Equipe Especial 9        | -            | -                                       | -                                     | -                               | -                                     |
| España  | GSG 9: Cuerpo de Élite   | Calle 13     | 2008                                    | -                                     | -                               | -                                     |
| Italia  | GSG9 - Squadra d'assalto | Steel Rete 4 | 24 de marzo de 2008 17 de julio de 2009 | - 23 de agosto de 2009                | - 30 de agosto de 2009          | -                                     |
| Japón   | -                        | WOWOW        | -                                       | -                                     | -                               | -                                     |
| México  | Unidad Especial 9        | A&E          | -                                       | -                                     | -                               | -                                     |
| Polonia | Jednostka specjalna      | TV Puls      | 5 de marzo de 2012                      | 22 de marzo de 2012                   | 22 de marzo de 2012             | 6 de abril de 2012                    |